# Nicolai Wergeland

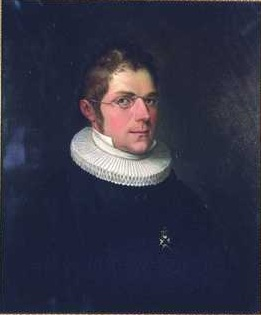
Nicolai Wergeland

Nicolai Wergeland, Taufname „Niels Vergeland Wergeland“ (* 9. November 1780 in Mjøs (Møes) in Hosanger (jetzt Osterøy), Hordaland; † 25. März 1848 in Eidsvoll) war ein norwegischer Theologe und Politiker.

## Herkunft
Seine Eltern waren der Lehrer und Küster Halvor Lassesen Beraas, später Vergeland (1755–um 1790), und dessen Frau Augusta Antonette Jonsdatter Nedervold (1759–1810). Seinen Namen Wergeland erhielt er nach dem Hof seines Urgroßvaters in Ytre Sogn (das Küstengebiet von Sogn og Fjordane). Der Vater kam mit dem dänischgebürtigen Ortspfarrer in Konflikt und zog 1784 nach Bergen, wo er einen Kramladen eröffnete. Das Geschäft ging Konkurs, und er heuerte auf einem Schiff ins Ausland an. Damit verliert sich dessen Spur. Die Mutter blieb mit drei kleinen Kindern zurück.

## Frühe Jahre und Studium
Niels konnte dank seiner Begabung und einer kleinen Unterstützung durch seinen Großonkel Niels Wergeland, ein pensionierter Offizier, in Bergen die Schule besuchen. An der Kathedralschule hatte er einen Freiplatz. 1799 wurde er an die Universität Kopenhagen geschickt.
Er schloss sich der herrschenden rationalistischen Theologie der Zeit an und legte 1803 das theologische Staatsexamen mit Auszeichnung ab. 1805 gewann er die Goldmedaille für die Preisaufgabe über das Dogma des letzten Gerichts. Anschließend besuchte er das pädagogische Seminar. 1806 wurde er Adjunkt an der Kathedralschule von Kristiansand, wo er ein ausgezeichneter Lehrer war.

## Arbeit, Laufbahn, Konflikte
Nicolai Wergeland arbeitete lange an einer unvollendet gebliebenen Beschreibung der Stadt Kristiansand (die erst 1963 herausgegeben wurde) und wurde 1812 zum „residierenden Kapellan“ ernannt. Sein Durchbruch als Autor kam mit seiner Arbeit Mnemosyne, die 1811 den von der Kgl. Selskab for Norges Vel (Die Königliche Gesellschaft für das Wohl Norwegens) ausgesetzten Preis für die beste Schrift über den Nutzen einer norwegischen Universität. In dieser Schrift unterstrich er das Recht einer jeden Nation, eine eigene Universität zu haben, legte auch gleich einen Plan für ihre Organisation in sechs Fakultäten und schlug Christiania als Universitätsstadt vor. Diese Preisschrift machte ihn durch seine patriotische Sprache zum Nationalhelden und prädestinierte ihn dazu, 1814 Repräsentant Kristiansands in der Versammlung von Eidsvoll zu werden. Dort trat er mit einem eigenen Verfassungsvorschlag auf, in dem er den Begriff „Storting“ einführte, der dann in die endgültige Verfassung aufgenommen wurde. Er wurde in den Verfassungsausschuss gewählt. Er trat hier dafür ein, eine neuerliche Vereinigung mit Dänemark in der Zukunft zu verhindern, und schloss sich Graf Wedel an. Seine dozierende Art irritierte die Selbständigkeitspartei. Mit seinem offen gezeigten Misstrauen gegen den noch sehr populären dänischen König Christian Frederik verscherzte er seine Popularität, so dass er am Ende fast eine öffentliche Rüge erhalten hätte.
1814 wurde er beschuldigt, Christian Frederik verleumdet zu haben, und wurde verurteilt. 1815 wurde Wergeland auf Betreiben Graf Wedels auf Grund seiner antidänischen Haltung geistliches Mitglied des Nordstjärneordens und Hofprediger und hatte seitdem den Ruf, ein Schwedenfreund zu sein. Noch schlimmer ging es ihm, als er anonym die Schrift Danmarks politiske Forbrydelser imod Kongeriget Norge (Dänemarks politische Verbrechen gegen das Königreich Norwegen) verfasste, die teilweise auf reinen Erfindungen beruhte. In der Schrift griff der er die dänischsprechenden Beamten und Steuereintreiber scharf an und polemisierte auch gegen die dänische Kritik an seiner Schrift Mnemosyne. Es wurde rasch bekannt, dass Wergeland der Verfasser war, und eine Reihe von Gegendarstellungen beendeten seine Zukunft als historisch-politischer Autor. Die Hasstiraden in den Auseinandersetzungen machten auch seine Hoffnungen auf ein späteres Bischofsamt zunichte. Auch wurde sein Wunsch, Professor an der neu gegründeten Universität Christiania zu werden, durch seine antidänische Agitation unerreichbar. Aber er wurde von König Karl Johann finanziell unterstützt und stand 1816 an der Spitze der Bewerber um das begehrte Pfarramt in Eidsvoll. 1817 bekam er die Stelle.
1822 wurde er Propst in Øvre Romerike. Sein Ziel war ein Bischofsamt. Aber als das Bistum Kristiansand 1832 frei wurde, wurde er übergangen. Als das Bistum 1841 wieder frei wurde, wurde er abermals übergangen. Er wurde nach den Erinnerungen seiner Tochter Camilla allmählich depressiv. Er widmete sich nunmehr dem Fortkommen seiner Kinder. Sein Interesse an der Kirche hatte er 1832 durch seine Schrift Fjorten Paragraffer Kirke- og Undervisningsvæsenet vedkommende (14 Paragrafen das Kirchen- und Universitätswesen betreffend) gezeigt, die letzte bedeutende Schrift im alten rationalistischen Geist in Norwegen. Als Quelle ist noch wertvoll: Fortrolige Breve til en Ven, skrevne fra Eidsvold i Aaret 1814 af et Medlem af Rigsforsamlingen (Vertrauliche Briefe an einen Freund, geschrieben von Eidsvoll im Jahr 1814 von einem Mitglied der Reichsversammlung).
Bekannt wurde die Verteidigung seines Sohnes Henrik gegen den verständnislosen Angriff Johan Sebastian Welhavens gegen die Dichtung und gegen die Person seines Sohnes in Norges Dæmring mit den Schriften Retfærdig Bedømmelse af Henrik Wergelands Poesie og Karakteer (Rechtfertigende Beurteilung der Beurteilung der Poesie und des Charakters Henrik Wergelands) (1833) mit der Aufforderung, dieses Buch öffentlich zu verbrennen, und 1835 mit Forsvar for det norske Folk og udførlig Kritik over det beryktede Skrift Norges Dæmring (Verteidigung des norwegischen Volkes und ausführliche Kritik der berüchtigten Schrift ‚Die Dämmerung Norwegens‘.).

## Familie
Um erfolgreich um eine der Thaulowtöchter werben zu können, begab sich Wergeland in die feine Gesellschaft Kristiansands, zeigte Talent auf der Violine, war Zeichenlehrer und Gelegenheitsdichter. Er heiratete in Kristiansand am 19. August 1807 Alette Dorothea Thaulow (* 10. Dezember 1780; † 14. August 1843), Tochter des Stadt- und Rathausschreibers Henrich Arnold Thaulow (1722–1799) und der Jacobine Chrystie (1746–1818). Das Ehepaar bekam fünf Kinder, darunter Henrik und Camilla, die beide berühmt geworden sind, sowie Joseph Frants Oscar Wergeland (später General).

## Werke
- Sandfærdig Beretning om Danmarks politiske Forbrydelser imod Kongeriket Norge (1816)
- Tanker og Bekjendelse (1848)